# Griekenland op de Olympische Winterspelen 1998
Tijdens de Olympische Winterspelen van 1998, die in Nagano (Japan) werden gehouden, nam Griekenland voor de veertiende keer deel.

## Deelnemers en resultaten
(m) = mannen, (v) = vrouwen 

### Alpineskiën
| Olympiër             | Discipline       | Resultaat | Prestatie                        |
| -------------------- | ---------------- | --------- | -------------------------------- |
| Vasilios Dimitriadis | slalom (m)       | dnf-1     | opgave run 1                     |
| Sofia Mistrioti      | reuzenslalom (v) | 34e       | 3.32,20 (+41,61) 1.39,76+1.52,44 |

### Biatlon
| Olympiër            | Discipline | Resultaat | Prestatie                                    |
| ------------------- | ---------- | --------- | -------------------------------------------- |
| Athanasios Tsakiris | 10 km (m)  | 58e       | 31.14,6 (+3.58,4) pen.: 2 (1 + 1)            |
| Athanasios Tsakiris | 20 km (m)  | 65e       | 1:06.38,8 (+10.22,4) pen.: 5 (2 + 1 + 1 + 1) |

### Bobsleeën
| Olympiër                                                                           | Discipline                  | Resultaat | Prestatie                                       |
| ---------------------------------------------------------------------------------- | --------------------------- | --------- | ----------------------------------------------- |
| Greg Sebald John-Andrew Kambanis                                                   | 2-mansbob (m) Griekenland I | 30e       | 3.46,57 (+9,33) (56,62 / 57,13 / 56,45 / 56,37) |
| Greg Sebald Anastasios Papakonstantinou Panagiotis Kolotouros John-Andrew Kambanis | 4-mansbob (m) Griekenland I | 31e       | 2.48,26 (+8,85) (55,94 / 56,18 / 56,14)         |

### Langlaufen
| Olympiër            | Discipline                    | Resultaat | Prestatie                                    |
| ------------------- | ----------------------------- | --------- | -------------------------------------------- |
| Lefteris Fafalis    | 10 km klassiek (m)            | 86e       | 34.13,7 (+6.49,2)                            |
| Lefteris Fafalis    | achtervolging 10 km+15 km (m) | dns       | niet gestart 15 km (10 km:34.13 + 15 km:dns) |
| Katerina Anastasiou | 5 km klassiek (v)             | 79e       | 23.15,8 (+5.37,9)                            |
| Katerina Anastasiou | achtervolging 5 km+10 km (v)  | dns       | niet gestart 10 km (5 km:23.15 + 10 km:dns)  |

### Rodelen
| Olympiër     | Discipline | Resultaat | Prestatie                                             |
| ------------ | ---------- | --------- | ----------------------------------------------------- |
| Spyros Pinas | mannen     | 24e       | 3.25,380 (+6,944) (51,628 / 51,123 / 51,335 / 51,294) |

### Snowboarden
| Olympiër              | Discipline       | Resultaat | Prestatie                        |
| --------------------- | ---------------- | --------- | -------------------------------- |
| Markos Khatzikyriakis | reuzenslalom (m) | 27e       | opgave run 2 1.06,40+dnf         |
| Stergios Pappos       | reuzenslalom (m) | dnf-1     | opgave run 1                     |
| Marousa Pappou        | reuzenslalom (v) | 21e       | 2.56,53 (+39,19) 1.33,55+1.22,98 |

Amerikaanse Maagdeneilanden · Andorra · Argentinië · Armenië · Australië · Azerbeidzjan · België · Bermuda · Bosnië en Herzegovina · Brazilië · Bulgarije · Canada · Chili · China · Chinees Taipei · Cyprus · Denemarken · Duitsland · Estland · Finland · Frankrijk · Georgië · Griekenland · Groot-Brittannië · Hongarije · Ierland · IJsland · India · Iran · Israël · Italië · Jamaica · Japan · Joegoslavië · Kazachstan · Kenia · Kirgizië · Kroatië · Letland · Liechtenstein · Litouwen · Luxemburg · Macedonië · Moldavië · Monaco · Mongolië · Nederland · Nieuw-Zeeland · Noord-Korea · Noorwegen · Oekraïne · Oezbekistan · Oostenrijk · Polen · Portugal · Puerto Rico · Roemenië · Rusland · Slovenië · Slowakije · Spanje · Trinidad en Tobago · Tsjechië · Turkije · Uruguay · Venezuela · Verenigde Staten · Wit-Rusland · Zuid-Afrika · Zuid-Korea · Zweden · Zwitserland